# Reinh van Hauen
Reinh van Hauen (tidligere Reinh. van Hauen) er en bagerkæde med hovedsæde på Gammel Kongevej og en mindre række filialer i København og på Frederiksberg. Kæden blev i 1876 grundlagt af Reinhard van Hauen med et bageri i bygningen Gammel Kongevej 177, der blev opført samme år. 
Kæden ejes og ledes aktuelt af Klavs van Hauen.

## Historie
Der er for få eller ingen kildehenvisninger i dette afsnit, hvilket er et problem. Du kan hjælpe ved at angive troværdige kilder til de påstande, som fremføres.

I 1900 udvidede Reinhard van Hauen med en biskuitfabrik efter at have købt nabogrunden. Reinhard van Hauen producerede biskuitter, som blev solgt over hele verden og høstede den største anerkendelse på verdensudstillingerne i London, Wien, Paris og Rio de Janeiro. Efter Knud van Hauens overtagelse valgte man at nedlægge biskuitfabrikken og igangsatte en brødproduktion med en daglig produktion på 20.000 brød. Senere nedlagde man brødproduktionen og van Hauen blev indrettet til traditionel bageridrift og ekspanderede hurtigt med flere butikker spredt i København og omegn, blandt andet Irma, som fik frisk brød hver morgen.

### Strid om varemærket
Der er for få eller ingen kildehenvisninger i dette afsnit, hvilket er et problem. Du kan hjælpe ved at angive troværdige kilder til de påstande, som fremføres.

I 2000'erne opstod en strid om retten til varemærket "Reinh. van Hauen", idet ejeren af den ene "Reinh. van Hauen-kæde", Klavs van Hauen, lagde sag an mod ejeren af den anden Reinh. van Hauen kæde, Beatrice van Hauen, som også anvendte varemærket. Klavs van Hauen og Beatrice van Hauen tilhører hver sin gren af slægten og havde begge ret til at anvende varemærket, efter egne udsagn, eftersom det var deres fælles oldefar, Reinhard van Hauen, som havde startet bageri-virksomhederne. Reinhard van Hauen havde tre sønner, Leo Mac van Hauen, James van Hauen og Leif van Hauen. Da Reinh. van Hauen dør i 1937 arver hans ældste søn, Leo Mac van Hauen alle bagerierne (3.stk) og samtlige butikker. Efterfølgende overdrager Leo Mac et bageri til hver af sine brødre og beholder selv det bageri med tilhørende butik, som i næsten 75 år lå på Strøget i København nær Rådhuset, på Frederiksberggade 23. James van Hauen overtager i den forbindelse Gl.Kongevej 177. Både Leo Macs søn, Uggi Mac van Hauen og James søn, Knud van Hauen drev hver deres bageri videre i mere end 40 år under navnet 'Reinh. van Hauen' på hhv. Frederiksberggade 23 og på Gl.Kongevej 177 i København, men de kunne godt skelnes fra hinanden af kunder og leverandører. 
Uggi Mac van Hauen begyndte allerede i 1969 at starte med at lave først biodynamisk brød, og siden 1978 producerede han økologisk brød. Som een af pionéerne indenfor ØKOLOGI modtog han i 1984 'Det Danske Gastronomiske Akademis Æres pris' bl.a. for sit arbejde med kvalitets-økologi og de dertil hørende langsommelige, tidskrævende fremstillingsprocesser der krævede masser af håndkraft og kun få maskiner. 
Knud van Hauen begyndte først i 1990'erne at producere enkelte økologiske brød i sit sortiment. Udvalget af varer var forskelligt i de to grene af familien -omend de begge producerede kvalitets varer og lagde en ære heri. 
Klavs van Hauen er søn af Knud van Hauen og således oldebarn af grundlæggeren, ligesom Beatrice van Hauen, der er datter af Uggi Mac van Hauen og dermed også er grundlæggeren Reinhard van Hauens oldebarn.
Striden og den tilhørende retssag varede i godt 4 år men i 2005 afsagde Sø- og Handelsretten dommen og: Beatrice van Hauen blev helt frikendt. Begge familiemedlemmer kan således anvende varemærket.
I 1994 overtog Beatrice van Hauen, efter sin fars død bagerivirksomheden med tilhørende butik på Frederiksberggade 23 (Strøget) i København og herefter produceredes der udelukkende ØKOLOGISK brød i hendes virksomhed. I 1996 åbnede hun butik på Jægersborg Allé i Charlottenlund. Siden flyttede hun bageri-produktionen fra Strøglokalerne og ud til Dampfærgevej 9 på Østerbro og åbnede også her butik i samme lokaler. Sidenhen blev butikken på Frederiksberggade 23 rykket 'rundt om hjørnet' til Mikkel Bryggers Gade 4. 
i 2007 valgte Beatrice van Hauen at sælge sin virksomhed, "Reinh van Hauen af 1876 ApS" til Christian Thulstrup, der kun drev den videre i knapt eet år, og i 2008 gik den konkurs.
Siden 2008 er bagerivirksomheden, med hovedkontor på Gl.Kongevej 177, tidligere under navner "Reinh. van Haunen" nu forkortet til det enklere "RvH", således alene ejet og drevet af Klavs van Hauen.

## Van Hauenerne
- 1876: Reinhard van Hauen grundlægger sin virksomhed.
- 1937: Leo Mac van Hauen, James van Hauen og Leifr van Hauen.
- 1957: Uggi Mac Van Hauen overtager Frederiksberggade 23
- 1960: Knud van Hauen overtager Gl.Kongevej 177
- 1969 Uggi Mac van Hauen starter med at lave Biodynamiske brød.
- 1978: Uggi Mac van Hauen starter med at lave Økologiske brød.
- 1994: Beatrice van Hauen overtager Frederiksberggade 23
- 1997: Klavs van Hauen bliver medejer af Gl.Kongevej 177.
- 2000: Retssagen indledes.
- 2005: dommen afsiges: Beatrice van Hauen frifindes og både hun og Klaus van Hauen har begge to ret til at anvende varemærket "Reinh. van Hauen".
- 2007: Beatrice van Hauen sælger sin virksomhed med tilhørende butikker.
- 2008: herfra Klavs van Hauen.

## Butikkerne
Klavs van Hauen har i 2024 fire butikker i Københavnsområdet:
| Antal    | Landsdel | By |
| -------- | -------- | --- |
| 4        | Sjælland | - Gammel Kongevej 177, Frederiksberg (åbnet i 1876) - Store Kongensgade 45, København K - Nordre Frihavnsgade 5, København Ø - Falkoner Allé 19, Frederiksberg (åbnet i november 2012) |
| Total: 4 |          | |

### Tidligere butikker
- Rovsingsgade 30, København N (åbnet 2013 - lukket 2013)
- Lyngby Storcenter, Kongens Lyngby (Lukket i 2015/2016)
- Slotsarkaderne 225, Hillerød (åbnet i 2014 - lukket i 2016)